# Velbastaður
Velbastaður (dánul: Velbestad) település Feröer Streymoy nevű szigetén. Közigazgatásilag Tórshavn községhez tartozik.

## Földrajz

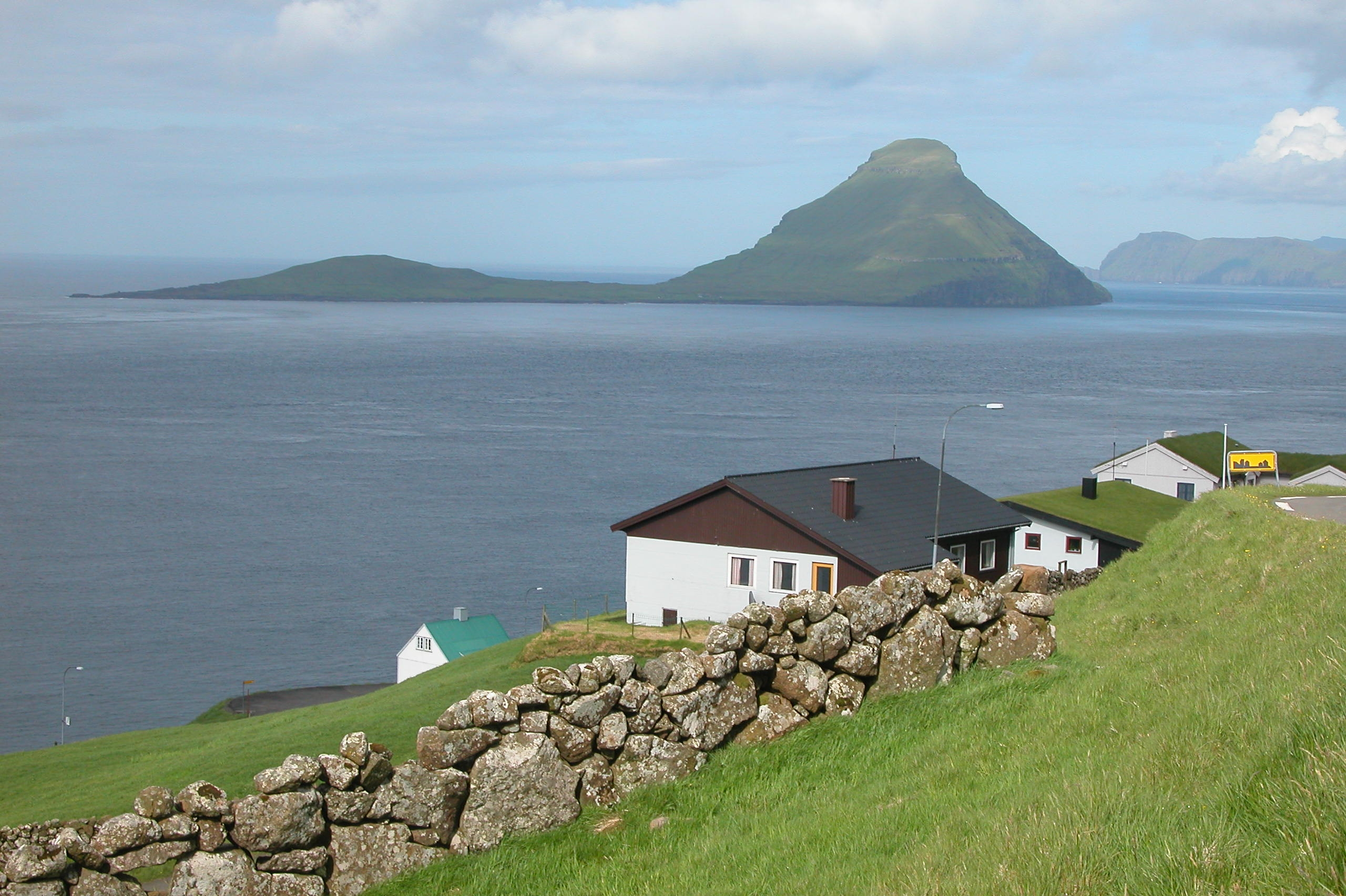
Velbastaður, a háttérben Koltur szigete

A település a sziget délnyugati részén, a Hestfjørður partján fekszik, Syðradalur és Gamlarætt között. Szép kilátás nyílik innen Hestur és Koltur szigeteire.
Maga a falu viszonylag magasan a domboldalban található, és egy hosszú út vezet le az apró rakparthoz és a csónakházakhoz.

## Történelem
Velbastaður története a középkorig nyúlik vissza; eredetileg vélhetőleg egyetlen gazdaságból állt. Első írásos említése 1584-ből származik. 1349 (a fekete halál pusztítása) után egy ideig néptelen volt.
Egy alkoholistákat segítő központ működik itt, amelyet 1986-ban alapítottak. Itt az úgynevezett Minnesota-módszer alapján kezelik a betegséget.
A falu az elmúlt 30 évben részben Tórshavn elővárosává vált, és számos új ház épült itt. 2005. január 1-je óta Tórshavn község része, előtte Kirkjubøur községhez tartozott.

## Népesség
| Év              | Lakosság |
| --------------- | -------- |
| 1986. január 1. | 97       |
| 1991. január 1. | 130      |
| 1996. január 1. | 127      |
| 2001. január 1. | 133      |
| 2006. január 1. | 172      |

## Közlekedés
A közösségi közlekedést a 101-es buszjárat biztosítja, amely Tórshavnba, illetve Gamlarætt érintésével Kirkjubøurba közlekedik.

### Külső hivatkozások
- faroeislands.dk – fényképek és leírás (angol)
- Flickr - fényképek (angol)
- Pictures from Velbastaður[halott link] (angol)
- Velbastaður, Tórshavn község (feröeri)
- Panorámakép a tengerpartról[halott link] (dán)
- Velbastaður, fallingrain.com (angol)